# Helsen-Test
Der Helsen-Test, auch FIFA-Fitness-Test genannt, ist ein Verfahren zur Überprüfung der körperlichen Leistungsfähigkeit von Fußballschiedsrichtern und Schiedsrichterassistenten. Er wurde von dem belgischen Professor und Mitglied des UEFA-Ausschusses der Schiedsrichterausbilder, Werner Helsen, entwickelt und nach ihm benannt. Der Test ist seit 2007 für die Schiedsrichter der Nationalverbände vorgeschrieben und löste den bis dahin als für Fußballschiedsrichter maßgeblich geltenden Cooper-Test ab. Erstmals zur Fitness-Vorbereitung im Vorfeld eines großen Turniers wurde der Test im Zusammenhang mit der Fußball-Europameisterschaft 2008 eingesetzt. Der Helsen-Test überprüft mit der Schnelligkeit und der Fähigkeit, anstrengende Läufe mit wechselnden Tempoanforderungen zu absolvieren, zwei wesentliche Kriterien körperlicher Leistungsfähigkeit für Schiedsrichter im Spitzensport. Der Test besteht aus einem Sprint- und einem Intervall-Test, die nacheinander in vorgeschriebenen Zeiten absolviert werden müssen. Für Schiedsrichter auf unteren Ebenen der nationalen und Landesverbände wird er in modifizierten Formen mit geringeren Anforderungen durchgeführt, etwa unter Weglassung der Sprints oder mit höherem Zeitbudget für die Sprints und/oder Intervallläufe.
Der Vorteil gegenüber dem Cooper-Test besteht darin, dass er die Realität eines Fußballspiels, also das tatsächliche Anforderungsprofil an die Schiedsrichter während einer Spielleitung mit vielen kurzen Sprints, längeren Strecken in schnellem Tempo und Gehpausen, besser simuliert als ein durchgehender 12-Minutenlauf mit seinem monotonen Tempo; solches wird von einem Schiedsrichter während eines Spiels ja auch nicht gefordert – weshalb man vom Cooper-Test abkam.

## Sprinttest (Kurzstrecken)
Zunächst sind sechs Sprints von jeweils 40 Metern zu absolvieren mit einer Erholungszeit von jeweils 90 Sekunden. Die Sprints mit so genanntem fliegenden Start müssen für FIFA-Schiedsrichter in 6,2 Sekunden (Frauen 6,6 Sekunden) absolviert werden. Für Schiedsrichterassistenten gelten höhere Sprintanforderungen (6,0 Sekunden). Hierbei steht der Vorderfuß auf einer Linie, die 1,5 Meter von der Schranke der elektronischen Zeitmessung am Start entfernt ist. Stürzt oder strauchelt ein Schiedsrichter während eines Sprints, hat er einen weiteren Versuch. Überschreitet ein Schiedsrichter bei einem der sechs Versuche die geforderte Zeit, darf er unmittelbar nach Sprint sechs einen weiteren Versuch starten. Jedoch gilt bei zwei gescheiterten Versuchen der Test als nicht bestanden.

## Intervalltest (Langstrecke)
Im Anschluss sind 10 Intervallrunden auf einer 400-m-Laufbahn zu absolvieren. Dabei sind je Stadionrunde 4 × 75 Meter in je 15 Sekunden (FIFA-Schiedsrichter) zu laufen. Über 25 Meter Gehen kann sich der Schiedsrichter 18 Sekunden nach jedem 75-Meter-Lauf erholen (75 m + 25 m + 75 m + 25 m + 75 m + 25 m + 75 m + 25 m = 400 m). Je nach technischen und organisatorischen Gegebenheiten werden die Intervallläufe in Gruppen von vier bis sieben Personen durchgeführt. Die einzelnen Gruppen starten an zwei oder vier verschiedenen Punkten auf der Laufbahn. Der Testleiter kündigt Beginn und Ende eines Intervalls mit einem Pfiff an. Zu diesem Zeitpunkt muss die jeweilige Teilstrecke von den Teilnehmern zurückgelegt sein. Bleibt ein Läufer zweimal über der zulässigen Zeit, scheidet er aus und der Test gilt als nicht bestanden. Die Zeitanforderungen sind auch hier in der Regel in den nationalen und Landesverbänden sowie im Frauenbereich abgestuft.
Für die Abwicklung der Tests sind umfangreiche Messmöglichkeiten vorausgesetzt und daher der Einsatz umfangreicher technischer Hilfsmittel notwendig. Im FIFA-Bereich wird jeder Läufer mit einem Chip ausgestattet, der beim Passieren einer Messstation ein Messsignal auslöst. So wird festgestellt, in welcher Zeit der Läufer die vorgegebene Strecke zurückgelegt hat.